# Xã Greenland, Quận Washington, Arkansas
Xã Greenland (tiếng Anh: Greenland Township) là một xã thuộc quận Washington, tiểu bang Arkansas, Hoa Kỳ. Năm 2010, dân số của xã này là 2.624 người.